# 锡马河
锡马河（俄语：Река Сима）或岛古丹川（日语：／）是萨哈林州的河流，源起科尔萨科夫区内，长17公里，流域面积51.6平方公里，注入鄂霍次克海捷尔佩尼耶湾。河上有四个瀑布。

## 引用
1. ↑  М·Г·瓦西科夫斯基. . 列宁格勒: 气象出版社. 1973 （俄语）.
2. ↑  . Verumwiki.   [2024-01-04]. （原始内容存档于2024-01-04） （俄语）.
3. ↑  . oopt.aari.ru.   [2022-04-05] （俄语）.